# Takuro Kaneko
Takuro Kaneko (金子 拓郎, Kaneko Takuro), né le 30 juillet 1997, est un footballeur japonais qui joue au poste de milieu offensif aux Urawa Red Diamonds.

## Biographie
Kaneko commence sa carrière professionnelle en 2019 avec le club du Hokkaido Consadole Sapporo, club de J1 League. Avec ce club, il atteint la finale de la Coupe de la Ligue japonaise 2019.

## Palmarès
Il est champion de Croatie en 2024 et remporte la Coupe de Croatie en 2024 avec le Dinamo Zagreb.